# LOVE SONG (2001年の映画)
『LOVE SONG』（ラブ ソング）は、2001年4月28日に公開された日本映画。主演は仲間由紀恵、伊藤英明。監督の佐藤信介の劇場用メジャー映画第1弾でもある。

## 概要
映画『大阪物語』の主題歌として起用された非公式音源の「風にうたえば」を除けば、尾崎の楽曲はそれまで映画音楽として既存楽曲版権を持つソニー・ミュージックレコーズ及びワーナー・ミュージック・ジャパンには一切、許諾されることはなく、今回、製作者側のアプローチによって、「OH MY LITTLE GIRL」と「Forget-me-not」が主題歌として起用され、当時尾崎のプロデュースをつとめた須藤晃が音楽監修に携わっている。
ロケ地として、尾崎が『TREES LINING A STREET TOUR 1987』の東京公演として、実際に1987年8月29、30日にライブを行った有明コロシアムで撮影が行われているほか、実際のライブの映像が使用されている。

## キャスト
- 松岡 - 伊藤英明
- 彰子 - 仲間由紀恵
- 哲矢 - 一條俊
- 千枝 - 原沙知絵
- 石川 - 津田寛治
- 哲矢の同級生・高橋 - 坂本真
- 彰子の同級生・和美 - 三輪明日美
- 美代子 - 石堂夏央
- 香織 - 奥貫薫
- 自転車の青年 - 長谷川朝晴（ジョビジョバ）
- レコード屋の店員 - 六角慎司（ジョビショバ）
- 小林 - 石倉力（ジョビジョバ）
- 鈴木 - マギー（ジョビジョバ）
- 小野 - 木下明水（ジョビジョバ）
- 岩間 - 坂田聡（ジョビジョバ）
- ラブホテルのアベック - 木坂有希、君嶋宜仁
- 社員 - 斎藤あきら、小泉博秀、上原更記
- 美代子の隣人 - 中山恭子
- タクシーの運転手 - 武川修三
- ブルックリンの店員 - 松本じゅん
- 番号案内の声 - 最所千加子

## スタッフ
- 監督 - 佐藤信介
- 脚本 - 佐藤信介
- 製作総指揮 - 森島恒行
- プロダクション・エグゼクティブ - 峯岸卓生、大澤茂樹、浜野恵司
- 製作 - 豊忠雄、大塚康高、結城徹、高野昌幸、依田弘長、細田泰
- 製作補 - 永江信昭、阪尾好将
- プロデューサー - 一瀬隆重
- 撮影監督 - 河津太郎
- 美術 - 斎藤岩男
- 音楽 - 須藤晃、須藤亮、松山茂生、工藤佳永、満田恵子
- 音楽プロデューサー - 須藤晃
- 主題歌 - 尾崎豊
- 録音 - 柿澤潔
- サウンド・エフェクト・スーパーバイザー - 伊藤進一
- 照明 - 中川大輔
- 編集 - 田中愼二
- スタイリスト - 堀田都志子、加藤修
- アソシエイト・プロデューサー - 廣瀬雄
- ラインプロデューサー - 坂本忠久、金子哲男
- 製作担当 - 萩原満
- キャスティング - 山口正志
- 助監督 - 瀧本智行
- スクリプター - 樽角みほり
- スチール - 安保隆
- ヴィジュアル・エフェクト - 道木伸隆
- 配給 - ソニー・ピクチャーズ エンタテインメント
- 製作協力 - オズ
- 製作会社 - LOVE SONG Partners（イマージュ、ソニー・シネマチック、ソニー・ピクチャーズ エンタテインメント、ソニーPCL、日活、博報堂）

## ソフト化
DVD
2001年10月12日発売。特典として「もうひとつのエンディング&未公開シーン」、メイキング・ドキュメンタリー「尾崎豊10thメモリアル」、「LOVE SONG」撮影日誌、「インタビュー伊藤英明、仲間由紀恵」、「フォト・ギャラリー」、「オリジナル劇場予告編」が収録されている。
VHS
2001年10月12日発売。